# Betty McKinnon
Elizabeth Lindsay »Betty« McKinnon, avstralska atletinja, * 13. januar 1925, Sydney, Avstralija, † 24. junij 1981, Queensland, Avstralija
Nastopila je na olimpijskih igrah leta 1948, kjer je osvojila srebrno medaljo v štafeti 4x100 m, v teku na 200 m se je uvrstila v polfinale, v teku na 100 m pa je izpadla v prvem krogu.